# Distrito de Anta (Carhuaz)
El distrito de Anta es uno de los once distritos de la provincia de Carhuaz, ubicado en el departamento de Áncash, en el Perú.

## Historia
El distrito fue creado mediante Ley del 28 de noviembre de 1910, en el primer gobierno del Presidente Augusto Leguía.

## Etimología
Anta en runasimi significa cobre. 

## Geografía
Tiene una superficie de 40.77 km² y una población estimada mayor a 2 400 habitantes. Su capital es el pueblo de Anta.
En su jurisdicción territorial se construyó el aeropuerto de Anta-Carhuaz. Todo después del terremoto del 31 de mayo de 1970.

## Población y otros aspectos
Su población es mestiza y nativa. Al lado izquierdo del río Santa, se desplazan permanentemente en el Callejón de Huaylas y hacia Lima, negociando los productos de sus chacras y huertas. Hay una vertiginosa tendencia de integración poblacional. Ello daría lugar a que Huaráz, Carhuáz y Yungay, más rápido que pronto, conformen una 'megápolis', incluyendo Anta y otros poblados circunvecinos.

## Autoridades

### Municipales
- 2015 - 2018[1]
  - Alcalde: Jorge Gabriel Cupitan Tadeo, del Partido Democrático Somos Perú.
- 2019 - 2022